# Carl Schlechter
Carl Adalbert Hermann Schlechter (Beč, 2. ožujka 1874. – Budimpešta, 27. prosinca 1918.), bio je austrijski šahovski majstor i jedan od vodećih igrača početkom 20. stoljeća.
Carl Schlechter  rođen je 1874. u Beču, u židovskoj obitelji. Pravila šaha naučio je s 13 godina, vjerojatno pod utjecajem Dr. Samuela Golda koji mu je bio prvi i posljednji šahovski učitelj. Njegov talent prepoznaje Berthold Englisch i 1892. uvodi ga u bečki šahovski život.

## Mečevi
Schlechter je odigrao nekoliko mečeva s vodećim šahistima toga vremena. Remizirao je s Georgom Marcom (+0 −0 =10) 1893., godinu kasnije je remizirao s Marcom i Adolfom Zinkleom, s obojicom rezultatom (+4 −4 =3). Godine 1896. igra meč protiv izazivača za svjetskog prvaka, Dawida Janowskog i taj meč završava neriješeno (+2 −2 =3). Tri godine kasnije remizira sa Simonom Alapinom (+1 −1 =4). 1902. dobiva Janowskog (+6 −1 =3), remizira s Richardom Teichmannom (+1 −1 =1) 1904. i 1911. igra meč s neodlučenim ishodom protiv Siegberta Tarrascha (+3 −3 =10). 
1918. gubi meč protiv Akibe Rubinsteina 2.5–3.5 (+1 –2 =3).

## Meč protiv Laskera
1908. izazvao je Emanuela Laskera na meč za svjetskog prvaka koji se trebao održati 1909. Ipak, do meča dolazi 1910. kada Lasker pristaje na uvjete dvoboja. Meč se održao u Berlinu i Beču. Prije zadnje partije, Schlechter je imao naslov svjetskog prvaka u svojim rukama i trebao je samo remi protiv velikog Laskera, no s crnim figurama kreće u napad, čini previd i Lasker uspijeva dobiti partiju, čime je rezultat meča postao 5–5 (+1 −1 =8), te je Lasker zadržao naslov svjetskoga prvaka. 
Tijekom desetljeća, razvile su se brojne teorije zašto je Schlechter krenuo u samoubilački napad. Neke kažu da je Schlechteru trebala prednost od čak dva boda kako bi dobio meč, a neke kako je namjerno poklonio Laskeru desetu partiju, a time i šahovsku krunu. Capablanca daje svoj komentar na 15. potez bijeloga gdje se dotiče sporne igre Schlechtera:
Započinjanje napada na kraljevoj strani, što je opravdano s obzirom na rezultat meča. Laskerova politika tijekom ove partije je dobra, ali zašto je Schlechter, kojemu je trebao samo remi, igrao tako divlju partiju, može se objasniti samo činjenicom da možda nije bio zadovoljan dobiti meč pukom slučajnošću, što se pokazalo kao slučaj u petoj partiji.

## Osobnost
Schlechter je poznat po tome što je bio ugodne i pristojne naravi. Na primjer, ako bi njegovi protivnici zakasnili na početak partije, dobrovoljno bi uskladio vrijeme na satovima. Njegova mirna i dobroćudna narav te sklonost ka poklanjanju „milostivih remija” u slučaju nemogućnosti igranja protivnika donose mu nadimak Majstora remija iz Beča.

## Otvaranja nazvana po Schlechteru
- Schlechterov gambit u Birdovom otvaranju: 1.f4 e5 2.fxe5 Nc6
- Schlechterova varijanta Francuske obrane: 1.e4 e6 2.d4 d5 3.Bd3
- Schlechterova varijanta Slavenske obrane: 1.d4 d5 2.c4 c6 3.Nf3 Nf6 4.e3 g6 (ili preko poretka poteza u Grünfeldivoj indijki, 1.d4 Nf6 2.c4 g6 3.Nc3 d5 4.e3 c6)
- Schlechterova varijanta Danskog gambita: 1.e4 e5 2.d4 exd4 3.c3 dxc3 4. Bc4 cxb2 5.Bxb2 d5.